# Боборыкин, Пётр Дмитриевич
Пётр Дми́триевич Боборы́кин (15 [27] августа 1836, Нижний Новгород — 12 августа 1921, Лугано, Швейцария) — русский писатель, драматург, журналист, критик и историк литературы, публицист, театральный деятель, мемуарист, переводчик. Почётный академик (1900).

## Биография
Родился в семье помещика. Со стороны матери его дедом был генерал-майор Пётр Богданович Григорьев, кавалер ордена Св. Иоанна Иерусалимского (1800), один из организаторов Нижегородского ополчения 1812 года. Петрашевец Н. П. Григорьев был его дядей.
Учился в Нижегородской гимназии. В 1853 году поступил на камеральное отделение юридического факультета Императорского Казанского университета. Со второго курса работал в химической лаборатории под руководством А. М. Бутлерова. В студенческие годы перевёл учебник химии Лемана, изданный затем М. О. Вольфом. Увлёкшись химией, Боборыкин перевёлся в Дерптский университет, где в течение пяти лет (1855—1860) прослушал курс медицинского факультета, составил руководство по физиологической химии и совместно с В. Бакстом, своим товарищем, перевёл том руководства физиологии Дондерса.
Свободно владея основными европейскими языками, объездив всю Европу, Боборыкин слыл одним из культурнейших людей своей эпохи. Дебютировал как драматург в 1860 году, в этом же году напечатал комедию «Однодворец». В 1863—1864 годах опубликовал автобиографический роман «В путь-дорогу». Был редактором-издателем журнала «Библиотека для чтения» (1863—1865) и сотрудничал с «Русской сценой». Длительное время прожил за границей, где познакомился с Э. Золя, Э. Гонкуром, А. Доде. В 1900 году избран почётным академиком по разряду изящной словесности.

### Семья
- Жена — Софья Александровна Боборыкина (урождённая Зборжевская, театральный псевдоним Северцова; 1845—1925), русский переводчик, прозаик, актриса.

## Творчество
Как вспоминал сам Боборыкин, «две главных словесных склонности: художественное письмо и выразительное чтение, — предмет интереса всей моей писательской жизни, — уже были намечены до наступления юношеского возраста, то есть до поступления в университет». Первый рассказ, — юмористический — он написал после перехода в 6-й класс гимназии. Первая публикация — комедия «Однодворец» (1860).
Работал в журналах «Отечественные записки», «Вестник Европы», «Северный вестник», «Русская мысль», «Артист» и в других изданиях. Автор множества романов, повестей, рассказов, пьес, а также работ по истории западноевропейской и русской литературы. Наиболее известные произведения — романы «Жертва вечерняя» (1868), «Дельцы» (1872—1873), «Китай-город» (1882), «Василий Тёркин» (1892), «Тяга» (1898), повесть «Поумнел» (1890), комедия «Накипь» (1899).
Массовое употребление понятия «интеллигенция» в русской культуре началось с 1860-х, когда журналист П. Д. Боборыкин стал употреблять его в прессе. Боборыкин объяснял, что заимствовал этот термин из немецкой культуры, где он использовался для обозначения части общества, которая занимается интеллектуальной деятельностью. Называя себя «крестным отцом» нового понятия, Боборыкин вкладывал в него особый смысл: определение интеллигенции как совокупности представителей «высокой умственной и этической культуры», а не «работников умственного труда». По его мнению, российская интеллигенция — это особый морально-этический феномен. К интеллигенции в этом понимании относятся представители разных профессиональных групп, различных политических убеждений, но имеющие общую духовно-нравственную основу. С этим смыслом понятие «интеллигенция» пришло обратно на Запад, где стало считаться чисто русским (intelligentsia).
Роман «Китай-город» — одно из наиболее известных произведений П. Д. Боборыкина. Он изначально задумывался как роман-исследование, летописный документ, посвящённый быту и нравам москвичей своего времени. Это произведение интересно не только с художественной, но и с исторической точки зрения. Боборыкину приписывают изобретение закусочного салата «Ерундопель», впервые представленного на страницах «Китай-города». В романе почти с научной точностью описываются детали купеческого быта, кулинарные предпочтения, интерьер, повседневные обязанности и привычки купцов и дворян на фоне предчувствий грядущих и происходящих в романе социально-политических изменений. Всё это служит основной задаче писателя — обоснованию концепции исторической роли Москвы в последней трети XIX века.

## Публикации произведений
- Ребёнок: (Драма в пяти действиях). — Москва, 1860. — 59 с. — (Б-ка для чтения).
- Земские силы: Роман / — Санкт-Петербург: тип. Имп. Акад. наук, 1865. — 234 с.
- Жертва вечерняя: Роман в 2-х кн. и 4-х ч. Кн. 1—2. — Санкт-Петербург: тип. М. Хана, 1868.
- В чужом поле: Роман в 2 кн. — Санкт-Петербург: тип. А. М. Котомина, 1872. — [6], 345 с. — (Библиотека современных писателей).
- Театральное искусство: практическое пособие. — Санкт-Петербург: Тип. Н. Неклюдова, 1872. — II, XII, 396, XXV с.
- Доктор Мошков: Пьеса в 4 актах. — Санкт-Петербург: 1885.
- Народный театр — Санкт-Петербург: тип. газ. «Новости», 1886.
- Василий Теркин. — Вестник Европы, кн. I—VI, 1892.
- Василий Теркин: Роман в 3-х ч. — Москва: тип. т-ва И. Д. Сытина, 1895. — 528 с.
- Накипь: Комедия в 4 актах — [Санкт-Петербург]: тип. т-ва «Труд», ценз. 1899. — 54 с.
- Доктор Цыбулька. — Москва; Санкт-Петербург: т-во М. О. Вольф, [1900?] (тип. т-ва М. О. Вольф в Спб.). — [4], 296 с.
- Европейский роман в XIX—м столетии: Роман на Западе за две трети века. — Санкт-Петербург: тип. М. М. Стасюлевича, 1900. — XX, 644 с.
- Солидные добродетели: Роман в 4 кн. — Москва; Санкт-Петербург: т-во М. О. Вольф, [1900?] (тип. т-ва М. О. Вольф в Спб.). — [4], 524 с.
- «Истинно-научное знание»: (Ответ моим критикам). — Москва: типо-лит. т-ва И. Н. Кушнерёв и К°, 1901. — 50 с.
- Столицы мира (Тридцать лет воспоминаний). — Москва. Сфинкс, 1911. — 516, [3] с., 8 л. ил.
- За полвека: (Мои воспоминания). — М.—Л.: Земля и фабрика, 1929. — 383 с.
- Китай-город. Роман в пяти книгах. — М.: Московский рабочий, 1947. — 336 с. (Ашукин Н. С. Предисловие — С. 3—4).
- Воспоминания. В 2-х томах. — М.: Художественная литература, 1965. — 567 с.
- Китай-город. Проездом: Роман в 5 книгах и повесть / Вступ. статья С. И. Чупринина. — М.: Московский рабочий, 1985. — 492 с. — (Литературная летопись Москвы). — 100 000 экз.
- Сочинения в 3 тт. — М.: Художественная литература, 1993. — ISBN 5-280-01525-3.
- За полвека. Воспоминания. — М.: Захаров, 2003. — 688 с. — 4000 экз. — ISBN 5-8159-0293-4.
- Скорбная братия: драма в пяти актах / вступ. ст. и коммент. А. А. Тесли, подготовка текста Д. С. Житенёва, С. А. Миллер; под общей редакцией О. О. Медведевой. — М.: Издательский дом «Дело» РАНХиГС, 2023. — 208 с. — (Обратная перспектива). — ISBN 978-5-85006-449-5.

## Память
- На Большой Покровской улице в Нижнем Новгороде установлена мемориальная доска памяти П. Д. Боборыкина